# Ван ден Берг, Рюдолф
Рюдолф ван ден Берг (нидерл. Rudolf van den Berg; 6 января 1949, Роттердам — 13 июля 2025) — голландский кинорежиссёр, сценарист и актёр.

## Биография
Изучал историю искусств, затем политологию в Амстердаме. В 1975 году получил степень магистра. Занялся кинематографией. Свой первый профессиональный документальный фильм «Алжирское время» выпустил в 1976 году. До 1979 год снял ряд документальных фильмов.
В 1980 году отправился в Италию. В Риме, стажировался у режиссёра Марко Феррери. Через два года снял свой первый художественный фильм.
В 1984 году на Нидерландском кинофестивале за фильм «Бастилия» награждён премией «Золотой телёнок» в номинации «За лучшую режиссуру».
С 1982 по 2012 год снял 14 фильмов. Сыграл в нескольких фильмах, в том числе, выступил в роли самого себя.
Умер 13 июля 2025 года в возрасте 76 лет.

## Режиссёрские работы
- 1984: Бастилия
- 1985: Stranger at Home
- 1987: Zoeken naar Eileen
- 1989: Вечера
- 1992: Знак
- 1996: Холодный свет дня
- 1997: For My Baby
- 2002: Второй шанс
- 2010: Тирза (по роману Арнона Грюнберга; номинация на премию Золотой телец)
- 2012: Зюскинд
- 2016: Подлинный Вермеер

## Сценарист
- 1984: Бастилия
- 1985: Stranger at Home
- 1987: Zoeken naar Eileen
- 1989: Вечера
- 1997: For My Baby
- 2002: Второй шанс
- 2010: Тирза
- 2012: Зюскинд
- 2016: Подлинный Вермеер

## Награды
- 1984: Золотой телёнок на фестивале голландского кино в категории «Лучший режиссёр» за фильм «Бастилия»
- 1997: Золотой телёнок на фестивале голландского кино в категории «Лучший режиссёр» за фильм «For My Baby».
- 2010: Золотой телёнок на фестивале голландского кино в категории «Лучший режиссёр» за фильм «Тирза».